# Peschiera del Garda

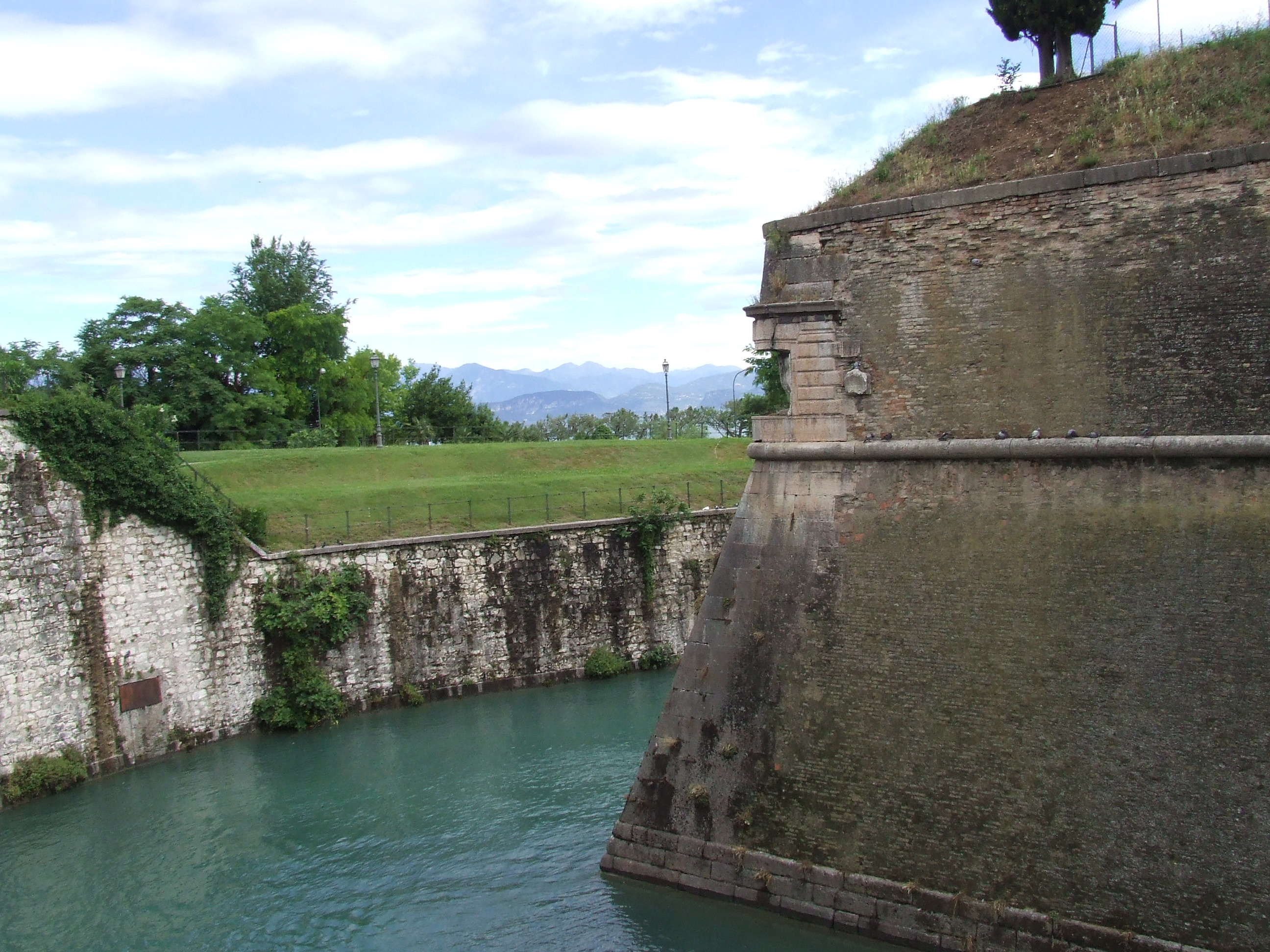
Fortaleza.

Peschiera del Garda (en Latín: Ardelica, Arilica o Ariolica) es una localidad y municipio italiano de la provincia de Verona, región de Véneto, con 9.843 habitantes.

## Principales visitas
- La fortaleza y las fortificaciones exteriores.
- El santuario de la Madonna del Frassino (1511).

## Evolución demográfica
| Gráfica de evolución demográfica de Peschiera del Garda entre 1861 y 2001 |
|                                                                           |
| Fuente ISTAT - elaboración gráfica de Wikipedia                           |